# دوبوت (دشت روم)
دوبوت (بالفارسية: دوپوت) هي قرية تقع في إيران في قسم دشت روم الريفي. يقدر عدد سكانها بـ 43 نسمة بحسب إحصاء 2016.